# Comité Estadounidense sobre África
El Comité Estadounidense sobre África (en inglés, American Committee on Africa, ACOA) fue una organización pacifista y panafricanista estadounidense de soporte para la liberación de África en la lucha contra el colonialismo y el apartheid. Estuvo activa entre 1953 y 2001, momento en el que pasó a formar parte de la organización Africa Action.

## Historia
El Comité Estadounidense sobre África fue fundado por George Houser, Bayard Rustin, y Bill Sutherlanden en 1953 a partir del grupo Estadounidenses por la Resistencia Sudafricana (Americans for South African Resistance, AFSAR), una organización creada un año antes para dar soporte a la campaña de desafío contra las leyes injustas lanzada por el partido político sudafricano Congreso Nacional Africano.
Basada en Nueva York, la organización estaba enfocada en el impacto a nivel nacional, de ideología pacifista y panafricanista, y con una base de activistas incluía estudiantes y activistas de los derechos civiles, del ámbito religioso o del ámbito político. Trabajaban aspectos de la lucha anticolonial en diversos países como Argelia, Angola, Guinea-Bissau, Kenia, Mozambique, Namibia, Tanzania, Sahara Occidental, Zambia o Zimbabue. Uno de los estrategias fue enviar a los trabajadores de la organización a distintos países africanos, atendiendo a conferencias como las Conferencias de los Pueblos Africanos (All African People's Conferences), o visitando campos de refugiados Otras actividades incluían la presión política, un programa de intercambio de estudiantes o la organización de boicots y conferencias. En 1966 la ACOA fundó una organización paralela de financiación y gestión de donaciones llamada Africa Fund, con el objetivo de poder gestionar los donativos y eximirlos de pagar impuestos.
Estuvieron especialmente implicados en los procesos de la lucha antiapartheid sudafricana, en la que realizaron una campaña para que la población vendiera las inversiones que tenían en empresas que hacían negocio con el apartheid. Otras luchas en las que estuvieron implicados fueron las luchas prodemocracia de Nigeria durante la dictadura militar de Sani Abacha o la lucha para la abolición de la esclavitud en Mauritania (abolida en 1981) y Sudán. Aunque su base ideológica era pacifista apoyaron grupos armados como el Frente de Liberación Nacional argelino.
En 1954 empezaron a publicar la revista Africa Today, que en 1967 se independizó de la organización y pasó a estar gestionada por la Africa Today Associates, que todavía publica la revista a través de la editorial Indiana University Press. También publicaban pamfletos políticos y periódicos como el Africa-UN Bulletin, el ACOA Action News, el Student Anti-Apartheid News o el Public Investment and South Africa. El Centro de Investigación Amistad de la Universidad Tulane de Nueva Orleans guarda una colección de las obras publicadas por la ACOA y el Africa Fund. Esta colección contiene digitalizaciones de las publicaciones, y cubre las impresiones realizadas entre 1952 y 1985.
En 1967 se fundó una sucursal en Washington, que en 1972 fue reorganizada para aglutinar otras organizaciones relacionadas con la lucha africana, y fue renombrada como Washington Office on Africa. En 2001 la ACOA, el Africa Fund y el Centro de Política e Información Africana (Africa Policy Information Center) se unieron para formar la organización Africa Action, y las oficinas de Nueva York cerraron en 2002.
La organización estuvo dirigida por George M. Houser entre 1953 y 1981, momento en que pasó a estar dirigida por la exiliada sudafricana Jennifer Davis hasta el año 2000. Dumisani Kumalo, también exiliado sudafricano y posteriormente embajador de las Naciones Unidas en Sudáfrica, participó como director de proyectos de la organización entre 1980 y 1997. Martin Luther King fue un colaborador habitual de la organización desde 1957 hasta su muerte.